# Luís II da Baviera
Luís II (Munique, 25 de agosto de 1845 – Lago de Starnberg, 13 de junho de 1886), apelidado de "Rei Cisne" ou "Rei de Conto de Fadas", foi o Rei da Baviera de 1864 até ser deposto três dias antes de sua morte. Era o filho mais velho do rei Maximiliano II e sua esposa, a princesa Maria da Prússia.
Ele ascendeu ao trono aos dezoito anos de idade. Dois anos depois a Baviera foi subjugada pela Prússia e posteriormente absorvida dentro do Império Alemão. Luís permaneceu como rei, porém praticamente ignorou tais assuntos de estado e concentrou-se em projetos artísticos e arquitetônicos. Ele encomendou a construção de dois palácios luxuosos e o Castelo de Neuschwanstein, sendo um grande patrono do compositor Richard Wagner.
Luís gastou todas as rendas reais nesses projetos, realizando grandes empréstimos e ignorando todas as tentativas de seus ministros para impedi-lo. Isso depois foi usado contra ele para declará-lo insano, uma acusação que desde então foi refutada.
Luís é geralmente bem considerado e até reverenciado na Baviera atualmente. Seu legado artístico e arquitetural inclui muitos dos principais pontos turísticos da região.

## Biografia

### Infância e adolescência

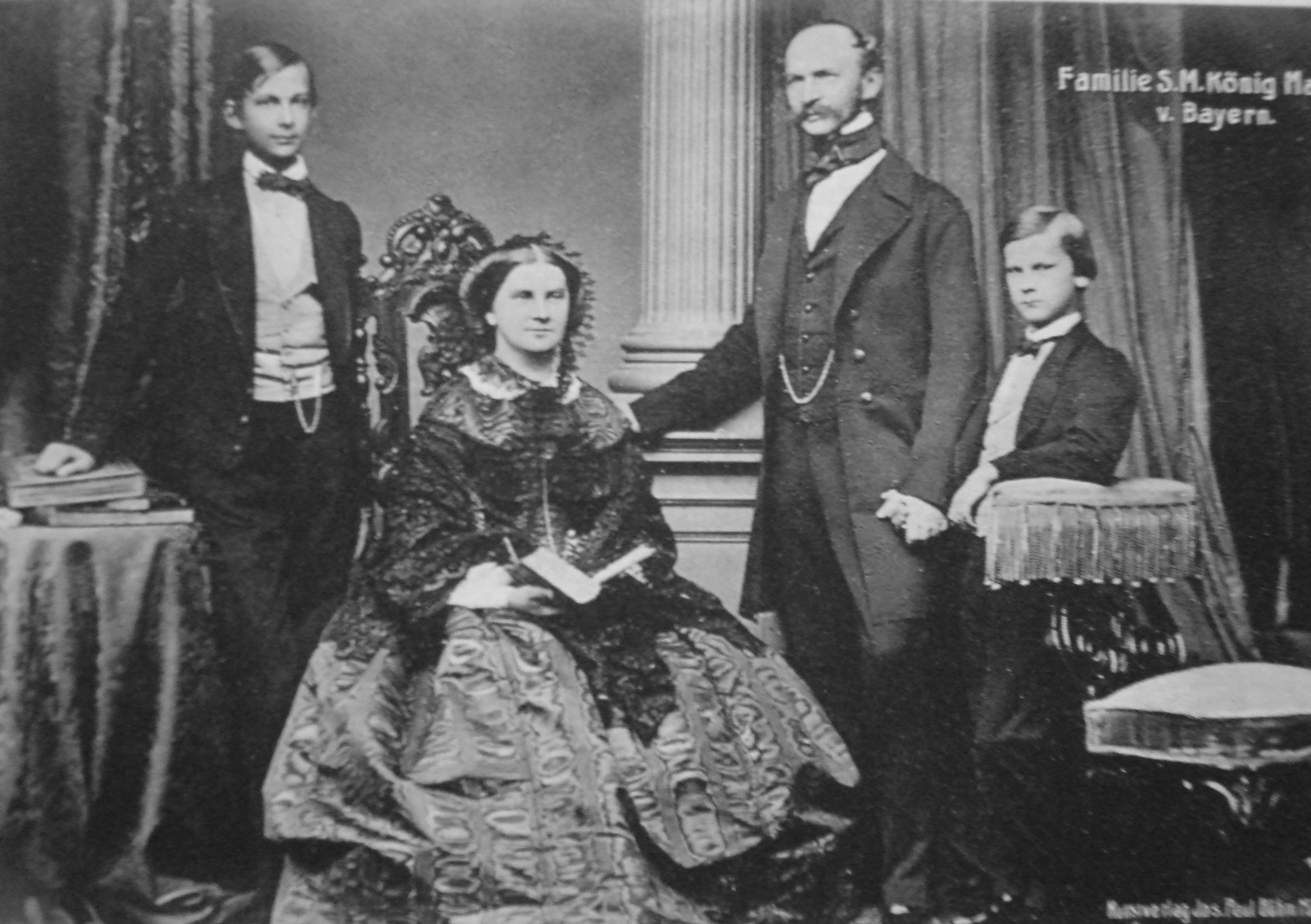
Príncipe Luís da Baviera (à esquerda) com os seus pais e irmão mais novo, o Príncipe Otto, em 1860.

Nascido no Palácio Nymphenburg, hoje localizado nos subúrbios de Munique, Luís era o filho mais velho de Maximiliano II da Baviera, (então príncipe herdeiro) e da sua esposa Princesa Maria da Prússia. Os seus pais pretendiam batizá-lo como Otto, mas o seu avô, Luís I da Baviera, insistiu que o neto recebesse o seu nome, uma vez que ambos haviam nascido no dia 25 de agosto, dia de São Luís, padroeiro da Baviera. O seu irmão mais novo, nascido três anos depois, foi  batizado como Otto.
Como jovem herdeiro numa época em que quase toda a Europa era composta por monarquias, Luís era continuamente lembrado do seu estatuto de realeza. Maximiliano II quis instruir ambos os filhos sobre os encargos e responsabilidades reais desde muito cedo. Luís era extremamente mimado e severamente controlado pelos seus tutores que o submetiam a um regime rigoroso de estudo e exercício. Há quem aponte estas tensões derivadas do crescimento no seio de uma família real como causas para o seu comportamento bizarro na idade adulta. Luís não teve afinidade com os seus pais. Os conselheiros do Rei Maximiliano sugeriam-lhe que, nos seus passeios diários, poderia eventualmente fazer-se acompanhar pelo seu sucessor. O rei respondeu: "Mas que vou eu dizer-lhe? Afinal, meu filho não tem qualquer interesse no que as outras pessoas lhe dizem". Anos mais tarde, Luís passou a referir-se à mãe como "a consorte do meu antecessor". Luís terá sido muito mais próximo do seu avô, o rei Luís I, que provinha de uma família de excêntricos.
Na sua infância houve momentos de felicidade. Passava a maior parte do tempo no Castelo de Hohenschwangau, um castelo fantasista construído pelo pai perto do Schwansee (Lago dos Cisnes), perto de Füssen. A decoração apresentava motivos góticos com inúmeros frescos que retratavam as sagas germânicas. A família também viajava frequentemente para o Lago de Starnberg. Na adolescência, Luís tornou-se grande amigo de seu ajudante de ordens, o príncipe Paulo, da abastada família Thurn und Taxis. Ambos cavalgavam juntos, liam poesia em voz alta e encenavam cenas das óperas românticas de Wagner. A amizade chegou ao fim quando Paulo ficou noivo, em 1866. Nessa época, Luís também iniciou uma amizade duradoura com uma prima distante, a duquesa Isabel da Baviera, apelidada de Sissi, que viria a tornar-se Imperatriz da Áustria e Rainha da Hungria através do seu casamento com Francisco José I.

### Início do reinado e as guerras

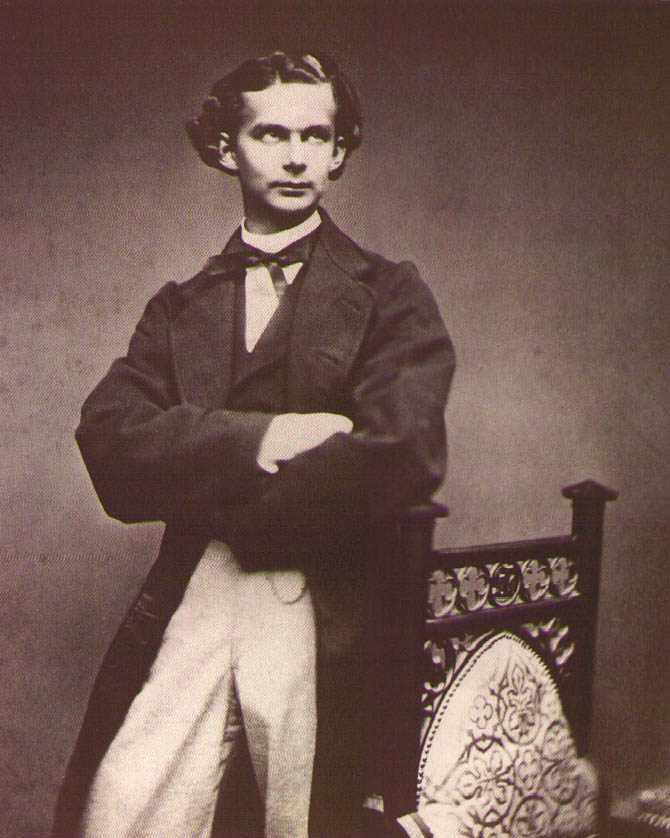
Luís II logo após sua ascensão ao trono da Baviera, em 1864.

Luís havia acabado de completar 18 anos quando o pai morreu subitamente, deixando-lhe o trono da Baviera. Embora não estivesse totalmente preparado para o cargo, sua juventude e boa aparência o tornaram popular na Baviera. Um dos seus primeiros atos como rei foi convocar o compositor Richard Wagner para a sua corte em Munique poucas semanas depois da sua ascensão ao trono. Wagner tinha uma notória reputação de revolucionário e namorador e estava constantemente em fuga dos credores. Luís admirava Wagner desde  a adolescência, depois de ter assistido às óperas Lohengrin e Tannhäuser aos 15 anos. As composições de Wagner apelavam à imaginação e fantasia do rei e preenchiam um vazio emocional. Em 4 de maio de 1864, Wagner, aos 51 anos de idade, foi recebido em audiência com Luís II no Palácio Real de Munique. Após sua primeira reunião com o rei, Wagner escreveu: "Ah, é tão elegante e inteligente, emotivo e encantador, que temo que sua vida derreta neste mundo vulgar como um sonho fugaz dos deuses." O rei foi provavelmente quem salvou a carreira de Wagner. Acredita-se que as composições posteriores de Wagner, bem como sua estreia no prestigiado Teatro Real de Munique (atual Ópera do Estado Bávaro), jamais teriam acontecido sem o patronato de Luís.
Um ano após a audiência com o rei, Wagner apresentou a aclamada ópera Tristan und Isolde em Munique. Mas o comportamento extravagante e escandaloso do compositor desagradou o povo conservador da Baviera e Luís foi forçado a pedir a Wagner que deixasse a capital seis meses depois, em dezembro de 1865.
O interesse cénico de Luís não se limitava a Wagner. Em 1864, promoveu a construção de um novo teatro real, conhecido hoje com Staatstheater am Gärtnerplatz, confiando a sua direção a Karl von Perfall em 1867. Luís desejava levar a Munique o melhor do teatro europeu e, com o auxílio de Perfall, apresentou ao público bávaro obras de Shakespeare, Calderón, Mozart, Gluck, Ibsen, Weber e muitos outros. Também contribuiu para melhorar substancialmente o padrão de interpretação de obras de Schiller, Molière e Corneille.
Entre 1872 e 1885, o rei assistiu a 209 apresentações privadas (Separatvorstellungen) como único espectador, ou com um convidado, em dois teatros da corte, perfazendo um total de 44 óperas, sendo 28 de Wagner incluindo oito apresentações de Parsifal, 11 balés e 154 peças, num custo total de 97 300 marcos alemães.
O factor de maior tensão durante o início do reinado foi a pressão para conceber um herdeiro, e as relações com a Prússia militarista. Ambos os assuntos se tornaram proeminentes em 1867.

### Casamento

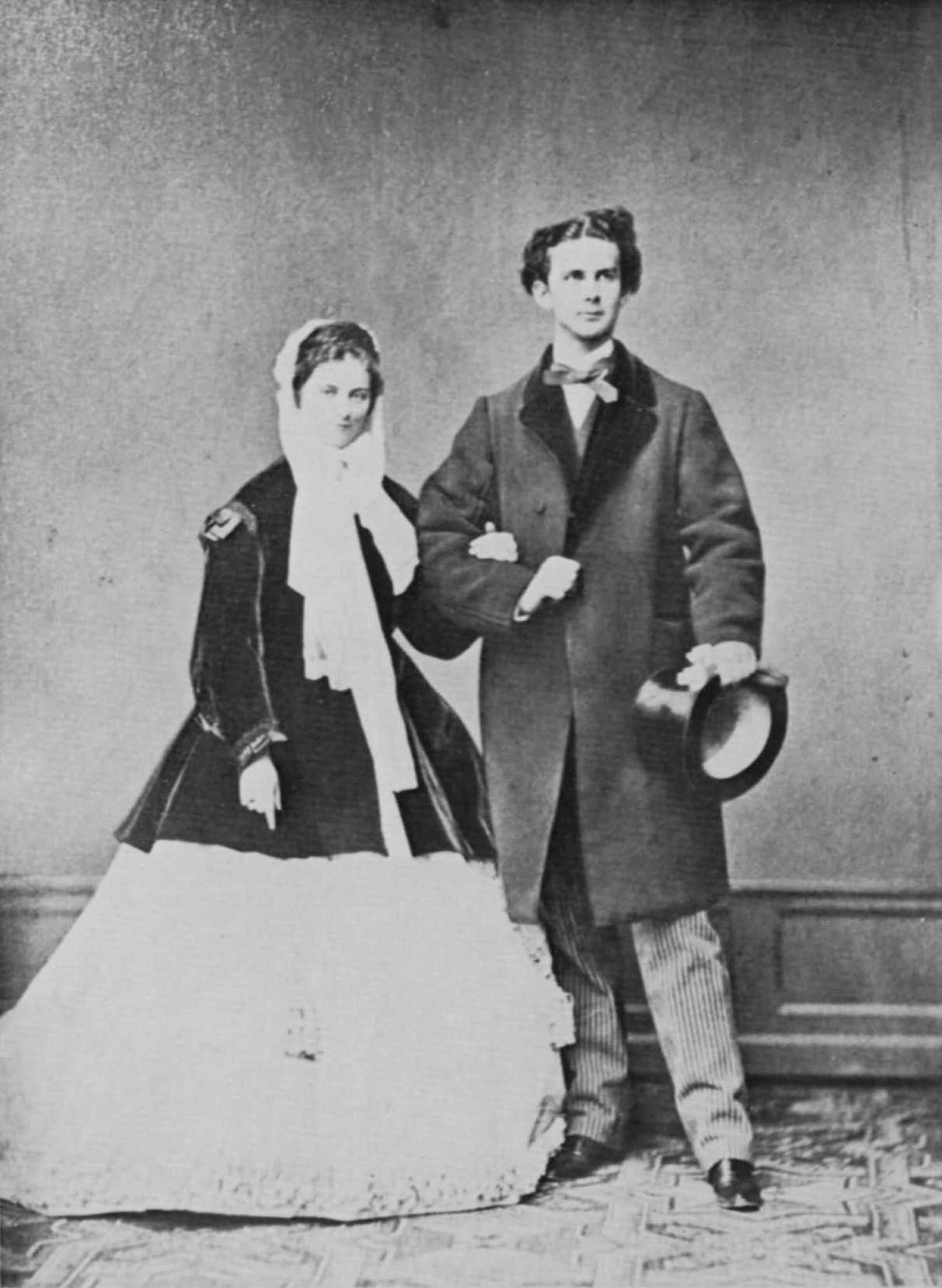
Luís II e Sofia Carlota da Baviera em 1867.

Luís ficou noivo da duquesa Sofia Carlota da Baviera, sua prima e irmã mais nova de sua grande amiga, a imperatriz Isabel da Áustria. O noivado foi divulgado em 22 de janeiro de 1867, mas depois de adiar várias vezes a data do casamento, Luís acabou por cancelar o compromisso em outubro. Poucos dias antes do anúncio, Sofia recebera uma carta do rei dizendo-lhe o que já sabia: "O que sustentou a nossa relação foi sempre … o destino notável e profundamente comovente de Richard Wagner". Após o término do noivado, Luís escreveu para sua ex-noiva: "Minha amada Elsa! Seu pai cruel nos separou. Eternamente seu, Heinrich" (os nomes Elsa e Heinrich referiam-se a personagens das óperas de Wagner). Luís nunca se casaria, mas Sofia casou-se mais tarde com Fernando de Orléans, duque d'Alençon.
Ao longo do seu reinado, Luís teve uma sucessão de amizades íntimas com outros homens, incluindo seu escudeiro e mestre do cavalo, Richard Hornig (1843-1911), o ator de teatro húngaro Josef Kainz e o cortesão Alfons Weber. Começou a anotar num diário os seus pensamentos íntimos e as suas tentativas de reprimir o desejo sexual e permanecer fiel à sua fé católica romana. Os diários originais de 1869 perderam-se durante a Segunda Guerra Mundial e o que resta hoje são cópias das anotações feitas durante a conspiração para a sua deposição em 1886. A transcrição destes diários, juntamente com cartas e outros documentos pessoais sobreviventes, sugerem que Luís II era homossexual e que lutou contra seus sentimentos ao longo da vida. A homossexualidade não era punível na Baviera desde 1813. Alguns diários anteriores sobreviveram na Geheimes Hausarchiv de Munique e trechos registrados a partir de 1858 foram publicados por Evers em 1986.
As relações com a Prússia tornaram-se o centro das atenções a partir de 1866. Durante a Guerra das Sete Semanas que começou em julho, Luís concordou, assim como vários outros principados alemães, em tomar posição pelo lado da Áustria contra a Prússia. Quando os dois lados negociaram o fim da guerra, os termos requeriam que Luís aceitasse um tratado de defesa mútua com a Prússia.
Este tratado colocaria a Baviera de volta à linha de fogo três anos depois, quando se iniciou a Guerra Franco-Prussiana. A Prússia e os seus aliados venceram o conflito, factor decisivo para a ambição Prussiana de unificação de todos os pequenos reinos germânicos num único Império Alemão sob o governo do rei Guilherme I da Prússia, agora proclamado Imperador ou kaiser.
A pedido do chanceler prussiano Bismarck e em troca de certas concessões financeiras, Luís escreveu uma declaração (intitulada Kaiserbrief) em dezembro de 1870 apoiando criação do Império Alemão. Com a criação do Império, a Baviera perdeu seu estatuto de reino independente e tornou-se apenas um estado no império. Luís tentou protestar contra estas alterações, recusando-se a participar na cerimônia em que Guilherme I foi proclamado o primeiro Kaiser. No entanto, a delegação do primeiro-ministro da Baviera, conde Otto von Bray-Steinburg, havia garantido uma posição privilegiada do Reino da Baviera dentro do Império Alemão (Reservatrechte). A Baviera conseguiu assim manter seu próprio corpo diplomático e exército, que só ficaria sob o comando da Prússia em tempos de guerra.
Após a criação da Grande Alemanha, Luís retirou-se gradativamente da política, e passou-se a dedicar a projetos criativos pessoais, como os famosos castelos, onde interveio pessoalmente em cada detalhe da arquitetura, decoração e mobiliário.

### Os castelos de Luís II

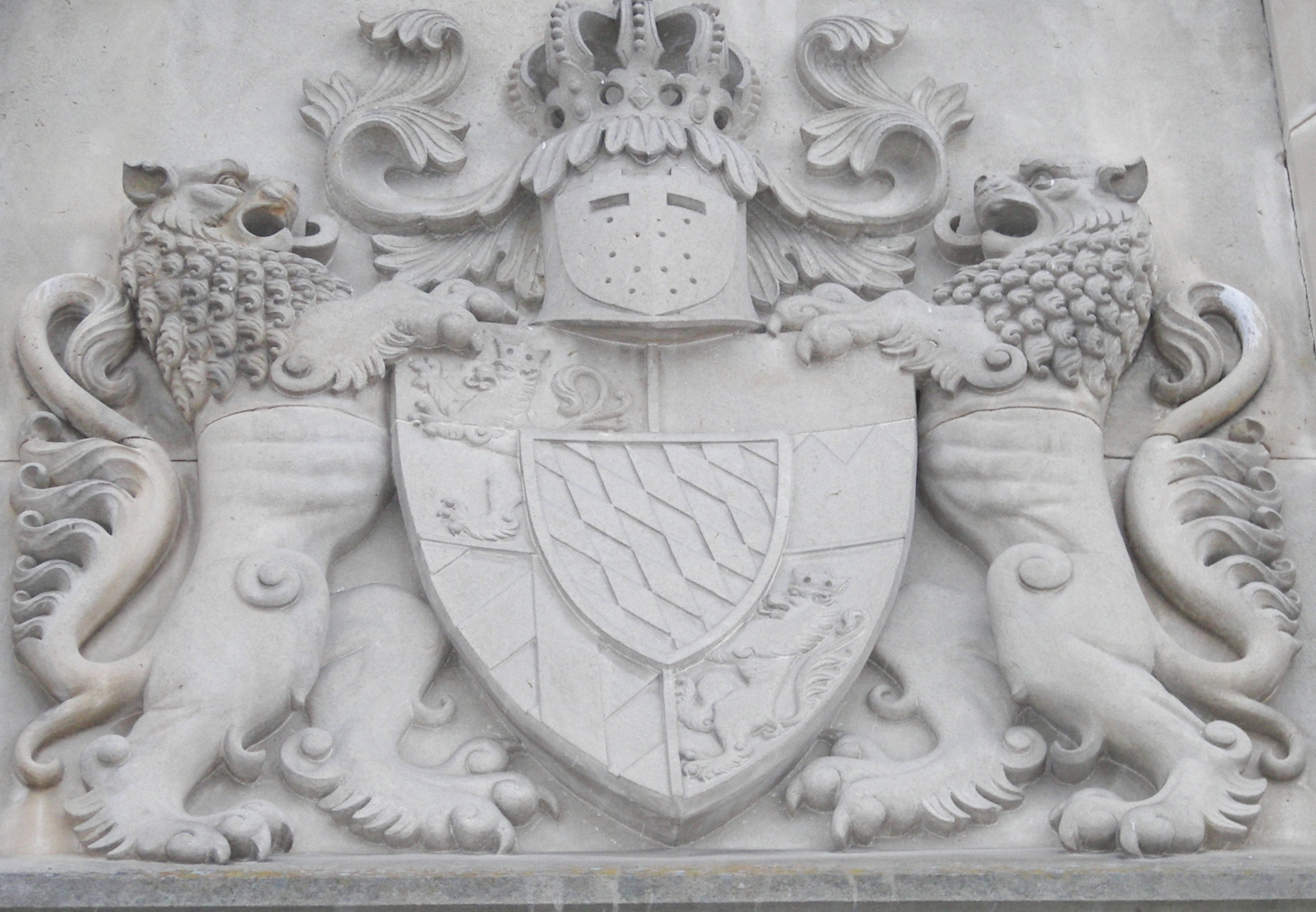
Brasão do Rei Luís sobre a entrada do Castelo de Neuschwanstein.

Luís foi notavelmente excêntrico de uma forma que interferia com as suas funções de chefe de estado. Ele detestava as cerimónias públicas e evitava eventos sociais formais sempre que possível, preferindo uma vida de fantasia que procurou ter através seus diversos projetos criativos. A sua última participação num desfile militar foi em 22 de agosto de 1875 e o último banquete oferecido à corte em 10 de fevereiro de 1876. Tais idiossincrasias causaram tensões entre os ministros, mas não lhe afectaram a popularidade entre os bávaros. O rei gostava de viajar pelo interior da Baviera e de conversar com agricultores e trabalhadores que conhecia ao longo do trajeto, recompensando a hospitalidade de seus súditos com presentes lascivos. O Rei é ainda recordado na Baviera como Unser Kini, que significa "O Nosso Querido Rei" no dialeto bávaro.
Luís também usou a sua fortuna pessoal, complementada anualmente a partir de 1873 por 270 000 marcos do Welfenfonds, para financiar a construção de uma série de castelos elaborados. Em 1867 visitou as obras de Viollet-le-Duc no Castelo de Pierrefonds, e o Palácio de Versalhes em França, bem como o Castelo de Wartburg, próximo a Eisenach, na Turíngia, obras que constituem referências para o que será o estilo das suas edificações. Estes projetos empregaram centenas de trabalhadores, o que significou um fluxo considerável de dinheiro para as regiões relativamente pobres onde os seus castelos foram construídos. Os valores relativos aos custos totais entre 1869 e 1886 para a construção e apetrechamento de cada castelo foram publicados em 1968: Castelo de Neuschwanstein, 6 180 047 marcos; Palácio de Linderhof, 8 460 937 marcos (uma grande parcela a ser gasta na "Gruta de Vênus"); Palácio de Herrenchiemsee (desde 1873), 16 579 674 marcos.
Em 1868, Luís encomendou os primeiros esboços para dois dos seus edifícios. O primeiro foi o Castelo de Neuschwanstein, uma imponente palácio em estilo Neorromânico, imponentemente situado num penhasco alpino. O segundo foi o Palácio de Herrenchiemsee, uma réplica do Palácio de Versalhes, a ser construído na Ilha de Herrenchiemsee no meio do Lago Chiem, inicialmente projectado para superar seu antecessor em escala e opulência apesar de apenas a secção central ter sido construída.
No ano seguinte, terminou a construção dos aposentos reais na Residência de Munique, à qual acrescentou um opulento jardim de inverno nos telhados do palácio. Inicialmente concebido como uma pequena estrutura, o espaço sofreu ampliações em 1868 e 1871 e atingiu as dimensões 69,5 x 17,2 x 9,5 m. O jardim de inverno foi fechado em junho de 1886, parcialmente desmontado no ano seguinte e demolido em 1897.

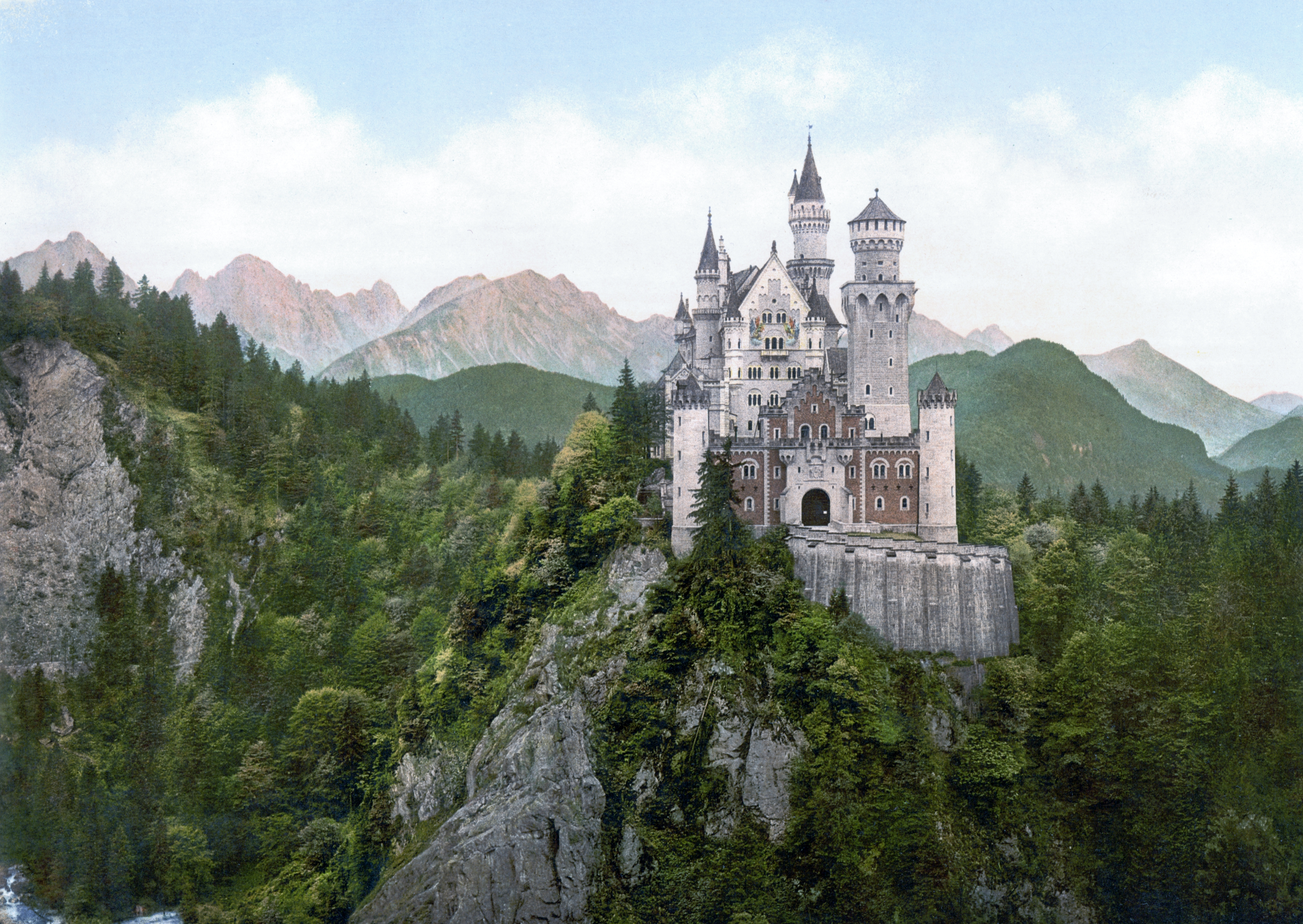
Castelo de Neuschwanstein, em fotocromo de 1890.

Em 1869, Luís supervisionou o lançamento da pedra fundamental do Castelo de Neuschwanstein a partir de um cume montanhoso com uma deslumbrante vista para a casa de sua infância, o Castelo de Hohenschwangau, construído pelo pai. As paredes de Neuschwanstein estão decoradas com frescos em representação das lendas descritas nas óperas de Wagner, incluindo de alguma forma o menos mítico Meistersinger, mas não cenas das óperas em si.
Após ver frustrados os planos de um festival de teatro para as óperas de Wagner em Munique por oposição da corte, deu apoio à construção do Bayreuth Festspielhaus entre 1872 e 1876. No ano inaugural do teatro, viria assistir aos ensaios e àquela que seria terceira apresentação pública do terceiro ciclo do Der Ring des Nibelungen.
Em 1878 foi concluída a construção do Palácio de Linderhof, um edifício ornamentado em estilo neo-rococó francês, com belíssimos jardins de inspiração francesa. No interior do palácio, a iconografia reflete o fascínio de Luís com o governo absolutista do Ancien Régime francês. Luís via-se como o "Rei Lua", uma sombra romântica do Rei Sol. Na base do palácio foi construída a "Gruta de Vênus", iluminada por energia elétrica, onde foi instalado um barco em forma de concha.
O parque e os jardins do palácio possuem várias estruturas notáveis, que demonstram a influência que imaginário das óperas de Wagner e das sagas germânicas em Luís II, completas antes da conclusão do próprio palácio. A Hundinghütte, uma cabana inspirada em Die Walküre de Wagner onde Luís costumava organizar banquetes, complementada no exterior por uma árvore artificial com uma espada cravada no tronco. Em 1877, perto da Hundinghütte conclui a construção do Einsiedlei des Gurnemanz, feito à semelhança do Terceiro Ato de Parsifal de Wagner, com um prado de flores onde o rei praticava a contemplação e a leitura. Também no mesmo local, foi montada a "Casa Marroquina", adquirida por Luís na Exposição Universal de 1878, em Paris. De Linderhof, Luís fazia passeios ao luar num elaborado trenó do século XVIII, com lacaios envergando librés de época. Também em 1878, começou a construção do Palácio de Herrenchiemsee, uma réplica do Palácio de Versalhes.
Em 1879 viajou para Inglaterra, onde visitou Sir Richard Wallace, a quem tinha escrito requisitando informações sobre a arquitetura medieval inglesa. Wallace aconselhou Luís a fazer uma viagem pelo interior da Inglaterra, a fim de pesquisar uma variedade de edifícios eclesiásticos, que poderiam inspirar novos projetos de construção. 
Na década de 1880, Luís planejou a construção de um novo castelo em Falkenstein, próximo a Pfronten, no distrito de Ostallgäu (um lugar que ele conhecia bem, como registrou em seu diário em 16 de outubro de 1867: "Falkenstein selvagem, romântico" ) - inspirado na torre da St Mary's Church  de Baldock  -, um palácio bizantino em Graswangtal e um palácio de verão chinês em Plansee, no Tirol. Em 1885, uma estrada e suprimento de água foram instalados em Falkenstein, mas as antigas ruínas permaneceram intocadas; os outros projetos não foram além planos iniciais.

## Controvérsia e luta pelo poder

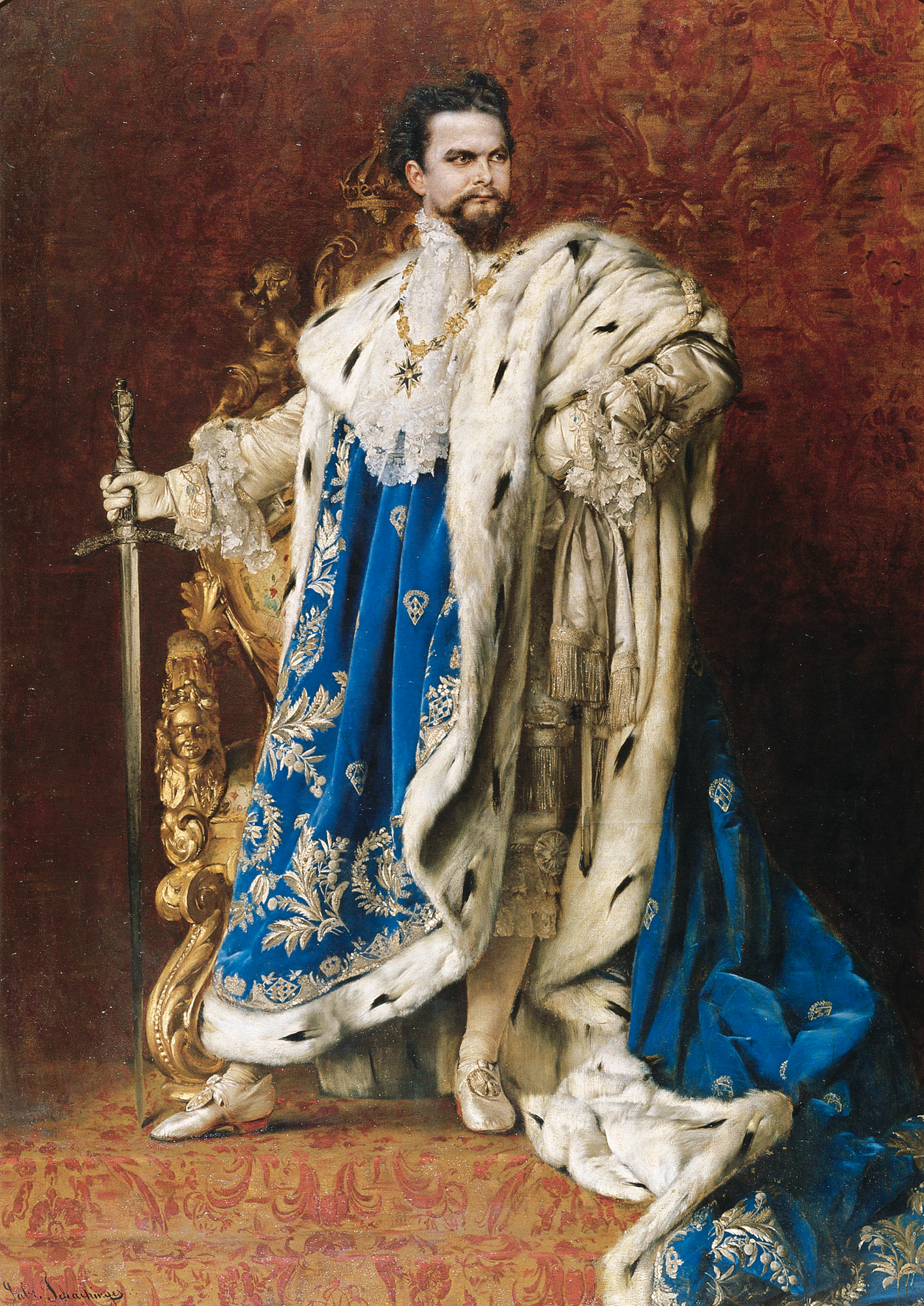
Retrato (concluído em 1887) de Luís II em seu último ano de vida, exibindo as vestes e insígnias de Grão Mestre da Real Ordem de São Jorge para a Defesa da Imaculada Conceição.

Embora o rei tenha pago por seus projetos com seus próprios fundos e não com dinheiro público, isso não poupou a Baviera da derrocada financeira. Em 1885, o rei acumulava um total de 14 milhões de marcos em dívidas, havia feito empréstimos pesados com sua família e, ao invés de economizar, como seus ministros haviam aconselhado, ele continuou gastando com opulência e com seus novos projetos. Ele exigiu que fossem levantados empréstimos junto à realeza europeia e manteve-se afastado dos assuntos de Estado. Irritado, sentindo-se perseguido por seus ministros, ele considerou demitir todo o gabinete, substituindo-o por políticos jovens. O gabinete decidiu agir primeiro.
Buscando uma causa para depor Luís por meios constitucionais, os ministros decidiram se rebelar, alegando que ele era mentalmente doente e incapaz de governar. Solicitaram ao tio de Luís, o príncipe Leopoldo, que assumisse a regência assim que o rei fosse deposto. Leopoldo aceitou, com a condição de que os conspiradores apresentassem provas confiáveis que atestassem a irremediável loucura de Luís.
Entre janeiro e março de 1886, os conspiradores montaram um Ärztliches Gutachten ("Relatório Médico") que atestava a incapacidade de Luís para os negócios de governo. A maior parte dos detalhes constantes do relatório foram compilados pelo conde von Holnstein, que estava desiludido com Luís e buscou ativamente a sua queda. Holnstein usou sua alta posição para arrancar dos serviçais do rei uma longa lista de queixas, considerações e fofocas. A longa e extenuante descrição de comportamentos bizarros incluiu sua timidez patológica; sua indiferença para com os negócios de Estado; seus caros e complexos arroubos de fantasia, incluindo piqueniques ao luar onde seus jovens pagens dançavam nus; conversas com pessoas imaginárias; modos infantis e desleixados à mesa; o envio de agentes em viagens longas e caras para o exterior a fim de investigarem detalhes arquitetônicos para seus projetos e tratamento abusivo, por vezes violento, dos seus serviçais.
Embora algumas destas acusações pudessem ser verdadeiras, não chegaram a ser confirmadas. Eram, no entanto, suficientes para convencer o príncipe Leopoldo a cooperar. Em seguida, os conspiradores se aproximaram do primeiro-ministro prussiano, Otto von Bismarck, que duvidou da veracidade do relatório, mas não impediu os ministros de continuar com seu plano.

 
No início de junho, o relatório foi finalizado e assinado por uma junta de quatro psiquiatras: Bernhard von Gudden, diretor do Asilo de Munique; Hubert von Grashey (genro de Gudden) e seus colegas, Hagen e Hubrich. O relatório declarou em seu diagnóstico que o rei sofria de paranóia, e concluiu: 
"Sofrendo de tal desordem, não se pode mais permitir liberdade de ação e Sua Majestade foi declarada incapaz de governar; que a incapacidade não será apenas por um ano duração, mas durará por toda a vida de Sua Majestade". Estes homens nunca conheceram o rei, nem o examinaram.

## Deposição

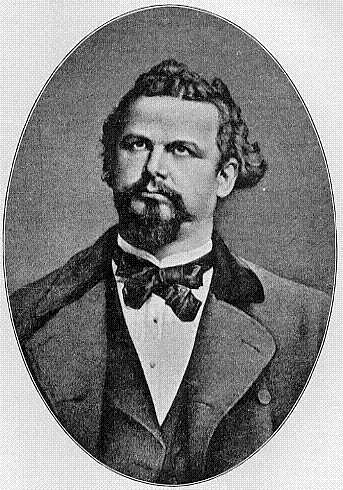
Luís II da Baviera em 1882.

Às 4 horas da manhã de 10 de junho de 1886, uma comissão do governo, incluindo Holnstein e von Gudden, chegou a Neuschwanstein para entregar formalmente ao rei o documento de deposição e colocá-lo sob custódia. Prevenido uma ou duas horas antes, por um servo fiel, seu cocheiro Fritz Osterholzer, Luís ordenou à polícia local que o protegesse e os comissários foram expulsos do castelo sob a mira de armas. Num incidente paralelo, especialmente famoso, os comissários foram atacados pela baronesa Spera von Truchseß, leal ao rei, que bateu nos homens com seu guarda-chuva e correu para os apartamentos reais para identificar os conspiradores. Luís prendeu os comissários em seguida mas, após mantê-los encarcerados por várias horas, acabou por libertá-los.

Nesse mesmo dia, o governo proclamou publicamente Leopoldo como Príncipe Regente. Os amigos do rei e seus aliados incentivaram-no a fugir ou para seguir para Munique, a fim de reconquistar o apoio do povo. Luís hesitou, preferindo emitir uma declaração, supostamente elaborada por seu ajudante de ordens conde Alfred Durckheim, que foi publicada em um jornal de Bamberg, em 11 de junho:
"O Príncipe Leopoldo pretende, contra a minha vontade, ascender à Regência de minha terra, e meu ministério de outrora, por meio de falsas alegações sobre o meu estado de saúde, enganou meu povo amado, e está se preparando para cometer atos de alta traição. […] Apelo a todos os fiéis da Baviera que reunam-se em torno de meus fiéis partidários para impedir a traição planejada contra o Rei e a pátria."
O governo conseguiu impedir a circulação da declaração, confiscando a maior parte dos jornais e panfletos. Com a hesitação de Luís, seu apoio diminuiu. Camponeses que se juntaram a sua causa estavam dispersos, e os policiais que guardavam Neuschwanstein foram substituídos por um destacamento policial de 36 homens que fechou todas as entradas para o castelo.
Posteriormente, o rei decidiu escapar, mas era tarde demais. Na madrugada de 12 de junho, uma segunda comissão chegou. O rei foi preso logo após a meia-noite e às 4 da manhã levado para um trem. Ele interpelou o Dr. Gudden: "Como você pode declarar-me insano? Afinal, você nunca me viu ou examinou antes."; ao que o médico respondeu: "não era necessário, as provas documentais (os depoimentos dos serviçais) são abundantes e totalmente fundamentadas. Isso foi decisivo." Luís foi levado para o Castelo de Berg, às margens do Lago de Starnberg, ao sul de Munique.

## Morte misteriosa

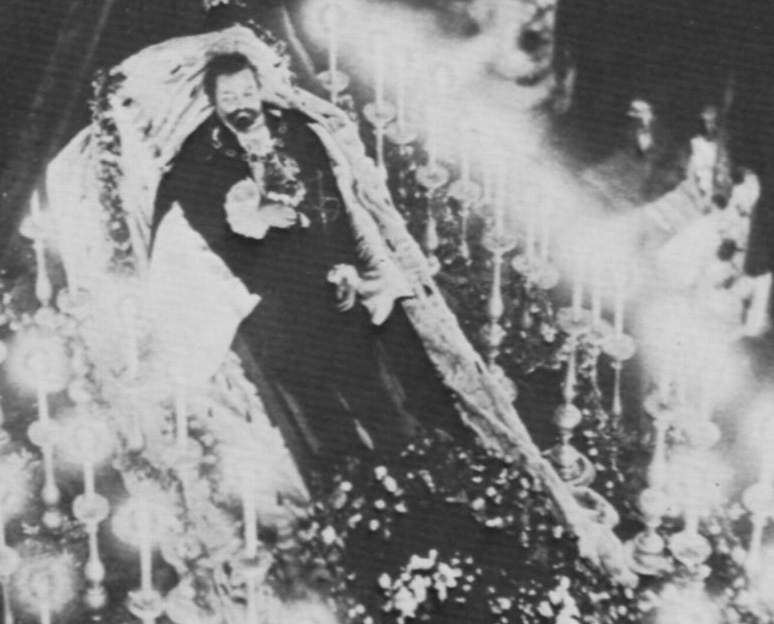
Velório de Luís II.

Em 13 de junho de 1886, por volta das 18 horas, Luís pediu ao Dr. Gudden para acompanhá-lo em um passeio pelo bosque do Castelo de Berg, ao longo da margem do Lago de Starnberg. Gudden concordou (a caminhada pode até ter sido a sua sugestão) e disse aos enfermeiros para não acompanhá-los. Suas palavras eram ambíguas ("Es darf kein mitgehen Pfleger") e não é claro se eles deveriam ser seguidos a uma distância discreta. Os dois homens foram vistos pela última vez por volta de 18h30 e deveriam retornar às 20 horas, mas nunca voltaram. Após horas de buscas por toda a propriedade, sob chuva e ventos fortes, os corpos do rei e do médico foram encontrados flutuando em águas rasas perto das margens do lago. O relógio de Luís II havia parado de funcionar às 18h54. Os guardas responsáveis pelo patrulhamento do bosque alegaram não ter ouvido e visto nada.
A morte de Luís II foi considerada oficialmente como suicídio por afogamento, mas isso tem sido questionado. O rei era conhecido como um exímio nadador em sua juventude; a água, no local em que seu corpo foi encontrado, não alcançava sequer sua cintura e o laudo da necrópsia indicou que não havia água em seus pulmões. Luís havia expressado sentimentos suicidas durante suas crises, mas a teoria de suicídio não explica totalmente a morte do Dr. Gudden.

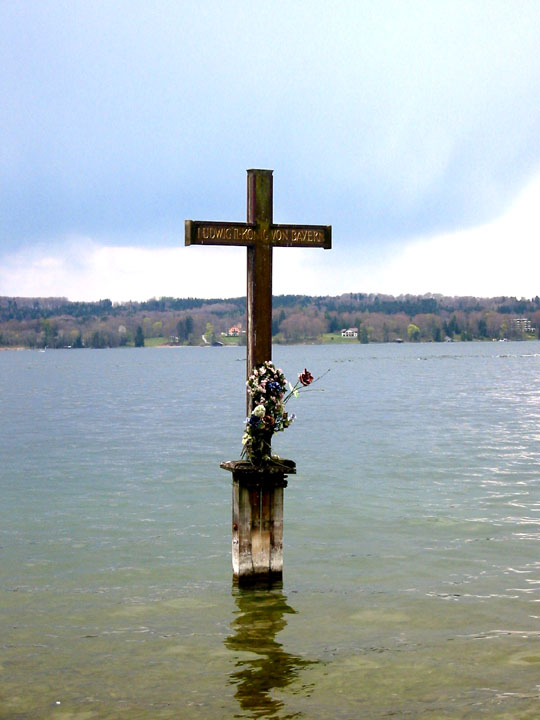
Memorial erguido no local onde o corpo de Luís II foi encontrado, no Lago de Starnberg.

Muitos sustentam que Luís foi assassinado por seus inimigos, enquanto tentava escapar de Berg. Um relato sugere que o rei foi baleado. O pescador pessoal do rei, Jakob Lidl (1864-1933), declarou: 
"Três anos após a morte do rei, eu fui obrigado a fazer um juramento de que nunca iria dizer certas coisas - nem à minha esposa, nem em meu leito de morte, nem a qualquer sacerdote … O Estado se comprometeu a cuidar da minha família se alguma coisa acontecer comigo em qualquer tempo, de paz ou de guerra." 
Lidl manteve seu juramento, ao menos verbalmente, mas deixou para trás anotações que foram encontradas depois de sua morte. De acordo com Lidl, ele estava escondido atrás de alguns arbustos com seu barco, à espera de encontrar o rei, a fim de levá-lo pelo lago, onde partidários aguardavam para ajudá-lo a escapar.
"Assim que o rei se aproximou e colocou um dos pés em seu barco, um tiro ecoou na margem, aparentemente matando-o instantaneamente, e o rei caiu sobre a proa do barco." 
No entanto, o relatório da necrópsia indica que não havia cicatrizes ou ferimentos visíveis no corpo do rei morto. Por outro lado, muitos anos mais tarde, a  condessa Josephine von Wrba-Kaunitz mostraria a alguns convidados para um chá da tarde, uma capa de chuva cinzenta com dois buracos de bala nas costas, afirmando ser o que Luís estaria usando no momento de sua morte. Outra teoria sugere que Luís morreu de causas naturais (como um ataque cardíaco ou acidente vascular cerebral), provocadas pelo frio extremo (12 °C) das águas do lago durante uma tentativa de fuga.
O corpo de Luís II foi vestido com as insígnias da Ordem de Santo Huberto e velado na Capela Real da Münchner Residenz. Na mão direita ele segurava um buquê de jasmins brancos, colhidos por sua prima, a Imperatriz Isabel da Áustria. Após um serviço fúnebre elaborado, os restos mortais do rei foram sepultados na cripta da Michaelskirche, em 19 de junho de 1886. Seu coração, porém, não se encontra com o resto do seu corpo. Seguindo as tradições da Baviera, o coração do rei foi depositado numa urna de prata e enviado para o Gnadenkapelle ("Capela da Misericórdia"), em Altötting, onde foram colocados ao lado dos corações de seu pai e avô.
Três anos após sua morte, uma pequena capela foi construída com vista para a cruz que foi erguida no Lago de Starnberg, no local onde o corpo de Luís foi encontrado. Uma cerimônia é celebrada em intenção de sua alma, anualmente, no dia 13 de junho.
Luís II foi sucedido por seu irmão Otto I, mas este também foi declarado incapaz de governar devido ao seu estado mental e o príncipe Leopoldo permaneceu na Regência.

## Legado

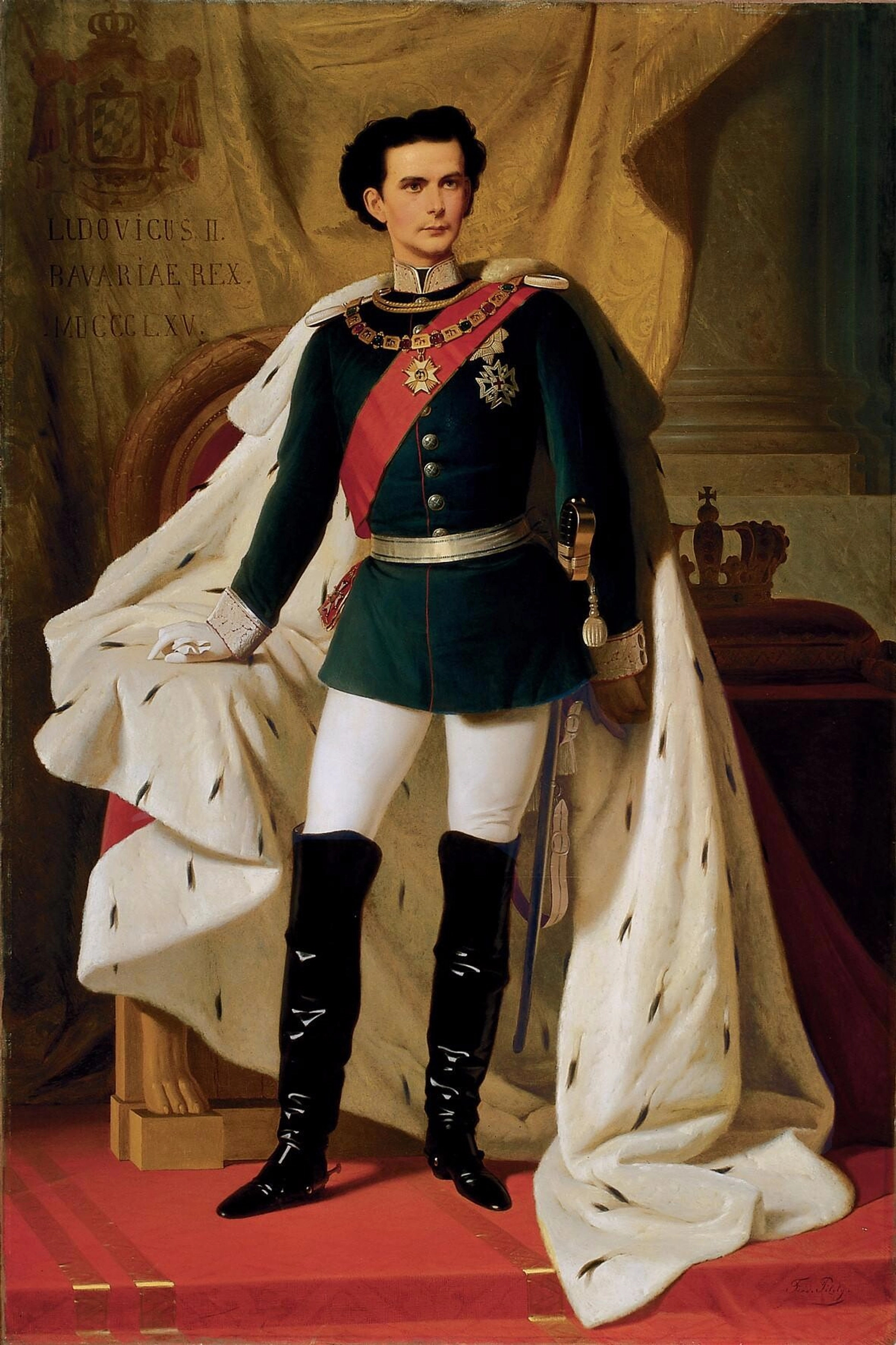
Coroação de Luís II, 1865.

A maior parte dos historiadores acredita que Luís tinha uma natureza profundamente peculiar e irresponsável, mas a questão da insanidade clínica permanece controversa. Outros acreditam que, ao invés de qualquer transtorno psicológico, ele pode ter sofrido os efeitos do clorofórmio, utilizado num esforço para controlar sua dor de dentes crônica. Sua prima, a Imperatriz Sissi, considerou: 
"o Rei não era louco; era apenas um excêntrico vivendo num mundo de sonhos. Eles poderiam tê-lo tratado com mais delicadeza, e assim, talvez, poupá-lo de tão terrível fim."
O Príncipe Regente Leopoldo, tio de Luís, manteve-se à frente do governo até sua morte, em 1912, aos 91 anos de idade. Ele foi sucedido na regência por seu filho mais velho, também chamado Luís. A nova regência durou apenas 13 meses (até novembro de 1913), quando Luís declarou seu final, depôs Otto I e proclamou-se rei, como Luís III da Baviera. Seu reinado durou até o final da Primeira Guerra Mundial, quando a monarquia em toda a Alemanha chegou ao fim.
 
Atualmente, turistas pagam para visitar o túmulo e os castelos de Luís II. Ironicamente, os castelos cuja construção teriam causado ruína financeira do reino, são hoje em dia a principal fonte de renda do estado da Baviera. Os palácios foram doados à Baviera em 1923 pelo príncipe Ruperto, filho e herdeiro presuntivo de Luís III.

## Honrarias
Grão-Mestre da Ordem de São Huberto da Baviera
 Grão-Mestre da Real Ordem de São Jorge para a Defesa da Imaculada Conceição
 Grão-Mestre da Ordem Militar de Maximiliano José
 Grão-Mestre da Ordem do Mérito Civil da Coroa Bávara
 Grão-Mestre da Ordem de São Miguel
 Grão-Mestre da Ordem de Luís
 Grão-Mestre da Ordem de Maximiliano para a Ciência e a Arte
 Grão-Mestre da Ordem do Mérito Militar da Baviera
 Cavaleiro da Ordem do Tosão de Ouro
 Cavaleiro da Ordem da Águia Negra
 Cavaleiro da Ordem Suprema da Santíssima Anunciação
 Cavaleiro da Ordem de Luís de Hesse